# Anobii
Anobii és un servei de xarxes socials dirigit als lectors. La seva pàgina web va ser publicada l'any 2006 per Greg Sung i el 2014 va ser adquirida per l'editorial Mondadori a partir d'una empresa ajudada per HMV Group, HarperCollins, Penguin i Random House.
Aquest servei permet a les persones catalogar els seus llibres i fer una valoració, revisió i discutir-los amb altres lectors. El servei està disponible a través del lloc web d'Anobii i de les aplicacions per a iOS i Android. Les aplicacions permeten a les persones escanejar llibres amb codis de barres i llegir comentaris tant de la comunitat com dels experts.
Anobii té lectors a més de 20 països, sent el més popular Itàlia.
El 2 de març de 2011, es va anunciar que, l'any 2010, Anobii havia estat adquirida per una empresa emergent britànica liderada per HMV Group i, amb el suport d'HarperCollins, Penguin i The Random House Group, la companyia estava treballant en una nova versió del lloc web amb la possibilitat per comprar tant llibre en físic com, especialment, llibres electrònics.
El 12 de juny de 2012, es va anunciar que HMV havia venut la seva participació a la companyia de supermercats britànica Sainsbury's per 1 £.
El gener de 2013, es va anunciar que la pàgina beta.anobii.com canviarà el seu nom a eBooks per Sainsbury's a partir del 20 de febrer de 2013, mentre que la web original Anobii.com continuarà existint com a xarxa social per als amants dels llibres.
El gener de 2014, Anobii Ltd va ser venuda a l'editor italià Arnoldo Mondadori Editore.
Subseqüentment, 29 de maig de 2019, Anobii Ltd va tornar a ser venuda, aquesta vegada al desenvolupador d'aplicacions mòbils italià i programador, Ovolab.
La paraula "Anobii" prové d'Anobium Punctatum, el nom llatí del cuc de llibre més comú.